# Radcliffe Camera

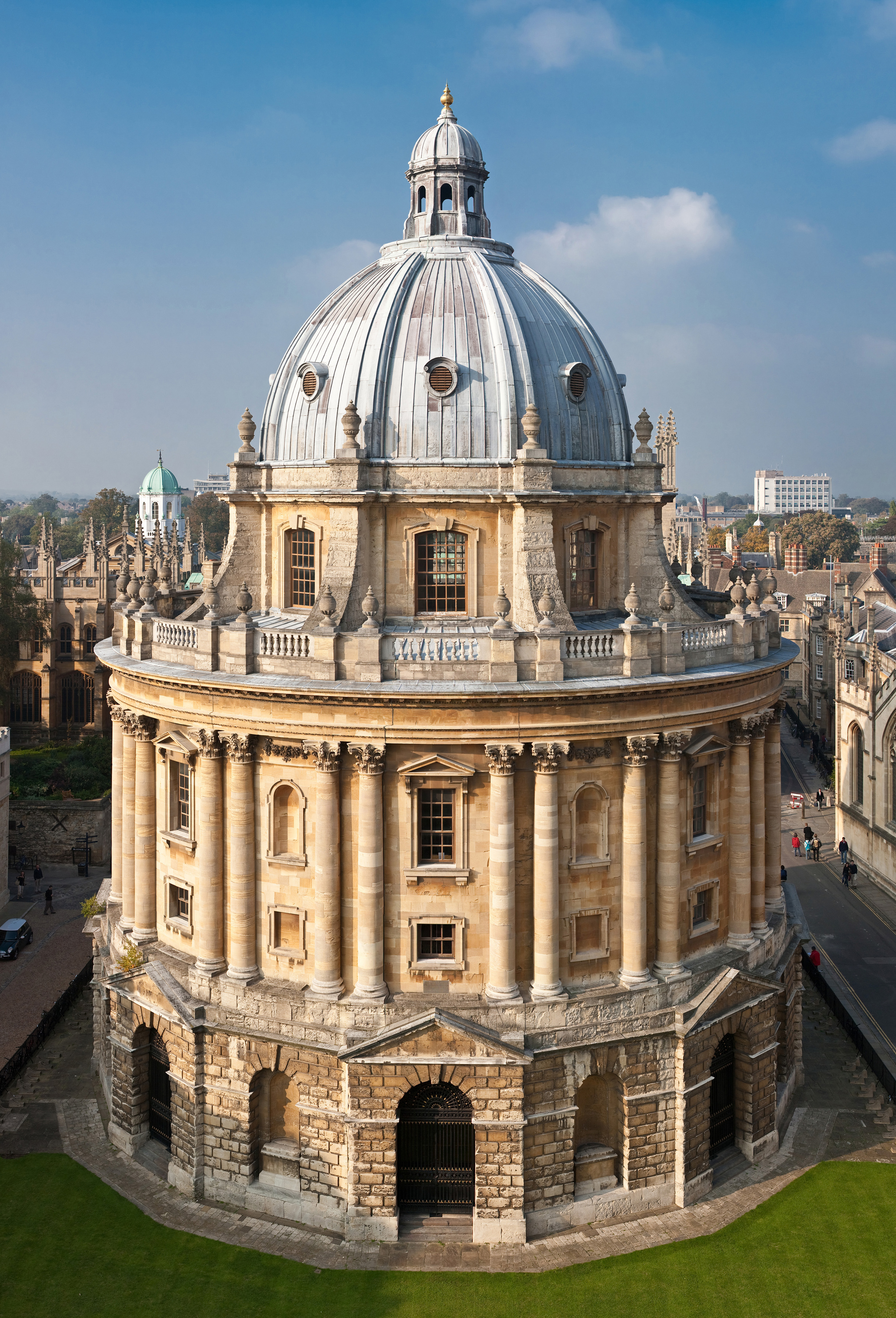
Radcliffe Camera

Radcliffe Camera – budynek w Oksfordzie w Anglii zaprojektowany przez Jamesa Gibbsa w stylu palladyńskim i wybudowanym w latach 1737–1749 dla Radcliffe Science Library. Budynek został wybudowany za wynoszącą 40 000 funtów spuściznę po zmarłym w 1714 Johnie Radcliffe'ie.
Po tym jak Radcliffe Science Library została przeniesiona do innego budynku, Radcliffe Camera został dodatkową czytelnią Biblioteki Bodlejańskiej. Obecnie przechowuje się w niej książki z zakresu języka angielskiego, historii i teologii. Poniżej Radcliffe Square znajduje się miejsce dla około 600 000 książek.
Termin "camera" z łaciny tłumaczy się jako „pokój”, „pomieszczenie”, „izba”.